# Listă de localități din Anglia
Aceasta este o listă de localități în Anglia. Statutul de localitate (town) se obține printr-o chartă regală. Orașele sunt marcate cu caractere aldine.

## A
Abingdon, Accrington, Acton, Adlington, Alcester, Aldeburgh, Aldershot, Aldridge, Alford, Alfreton, Alnwick, Alsager, Alston, Alton, Altrincham, Amble, Amersham, Amesbury, Ampthill, Andover, Appleby-in-Westmorland, Arundel, Ascot, Ashbourne, Ashburton, Ashby-de-la-Zouch, Ashford, Ashington, Ashton-in-Makerfield, Ashton-under-Lyne, Askern, Aspatria, Atherstone, Attleborough, Axbridge, Axminster, Aylesbury, Aylsham

## B
Bacup, Bakewell, Baldock, Banbury, Barking, Barnard Castle, Barnet, Barnoldswick, Barnsley, Barnstaple, Barrow-in-Furness, Barton-upon-Humber, Basildon, Basingstoke, Bath, Batley, Battle, Bawtry, Beaconsfield, Beaminster, Bebington, Beccles, Bedale, Bedford, Bedlington, Bedworth, Beeston, Beeston Regis, Belper, Bentham, Berkhamsted, Berwick-upon-Tweed, Beverley, Bewdley, Bexhill-on-Sea, Bicester, Biddulph, Bideford, Biggleswade, Billericay, Bilston, Bingham, Birkenhead, Birmingham, Bishop Auckland, Bishop's Castle, Bishop's Stortford, Bishop's Waltham, Blackburn, Blackheath, Blackpool, Blandford Forum, Bletchley, Bloxwich, Blyth, Bodmin, Bognor Regis, Bollington, Bolsover, Bolton, Bootle, Borehamwood, Boston, Bottesford, Bourne, Bournemouth, Brackley, Bracknell, Bradford, Bradford on Avon, Brading, Bradley Stoke, Bradninch, Braintree, Brentford, Brentwood, Bridgnorth, Bridgwater, Bridlington, Bridport, Brierley Hill, Brigg, Brighouse, Brightlingsea, Brighton and Hove, Bristol, Brixham, Broadstairs, Bromley, Bromsgrove, Bromyard, Brownhills, Broxbourne, Buckfastleigh, Buckingham, Bude, Budleigh Salterton, Bungay, Buntingford, Burford, Burgess Hill, Burnham-on-Crouch, Burnham-on-Sea, Burnley, Burntwood, Burton Latimer, Burton-upon-Trent, Bury, Bury St Edmunds, Buxton

## C
Caistor, Calne, Camberley, Camborne, Cambridge, Camelford, Cannock, Canterbury, Carlisle, Carnforth, Carterton, Castle Cary, Castleford, Chadderton, Chagford, Chard, Charlbury, Chatham, Chatteris, Chelmsford, Cheltenham, Chesham, Cheshunt, Chester, Chesterfield, Chester-le-Street, Chichester, Chippenham, Chipping Campden, Chipping Norton, Chipping Ongar, Chipping Sodbury, Chorley, Christchurch, Church Stretton, Cinderford, Cirencester, Clacton-on-Sea, Cleator Moor, Cleckheaton, Cleethorpes, Clevedon, Clitheroe, Colyton, Clun, Coalville, Cockermouth, Coggeshall, Colchester, Coleford, Coleshill, Colne, Congleton, Conisbrough, Consett, Corbridge, Corby, Corsham, Cotgrave, Coventry, Cowes, Cramlington, Craven Arms, Crawley, Crayford, Crediton, Crewe, Crewkerne, Cromer, Crowborough, Crowle, Crowthorne, Croydon, Cullompton

## D
Dagenham, Darlaston, Darley Dale, Darlington, Dartford, Dartmouth, Darwen, Daventry, Dawlish, Deal, Denton, Derby, Dereham, Desborough,  Devizes, Dewsbury, Didcot, Dinnington, Diss, Doncaster, Dorchester, Dorking,  Dover, Downham Market, Driffield, Dronfield, Droitwich Spa, Droylsden, Dudley, Dukinfield, Dunstable, Durham, Dursley

## E
Ealing, Earley, Easingwold, Eastbourne, East Grinstead, East Ham, Eastleigh, Eastwood, Edenbridge, Egham, Egremont, Ellesmere, Ellesmere Port, Ely, Enfield, Epping, Epsom, Epworth, Erith, Esher, Eton, Evesham, Exeter, Exmouth, Eye

## F
Failsworth, Fairford, Fakenham, Falmouth, Fareham, Faringdon, Farnborough, Farnham, Farnworth, Faversham, Featherstone, Felixstowe, Ferndown, Ferryhill, Filey, Filton, Fleet, Fleetwood, Flitwick, Folkestone, Fordingbridge, Fordwich, Formby, Fowey, Framlingham, Frinton-on-Sea, Frodsham, Frome

## G
Gainsborough, Gateshead, Gillingham, Gillingham, Glastonbury, Glossop, Gloucester, Godalming, Godmanchester, Goole, Gosport, Grange-over-Sands, Grantham, Gravesend, Grays, Great Dunmow, Great Torrington, Great Yarmouth, Grimsby, Guildford, Guisborough

## H
Hackney, Hadleigh, Hailsham, Halesowen, Halesworth, Halewood, Halifax, Halstead, Haltwhistle, Harlow, Harpenden, Harrogate, Harrow, Hartlepool, Harwich, Haslemere, Hastings, Hatfield, Havant, Haverhill, Hayle, Haywards Heath, Heanor, Heathfield, Hebden Bridge, Hedon, Helmsley, Helston, Hemel Hempstead, Hemsworth, Henley-in-Arden, Henley-on-Thames, Hendon, Hereford, Herne Bay, Hertford, Hessle, Heswall, Hetton-le-Hole, Hexham, Heywood, Higham Ferrers, Highbridge, Highworth, High Wycombe, Hinckley, Hitchin, Hoddesdon, Holmfirth, Holsworthy, Honiton, Horley, Horncastle,  Hornsea, Horsham, Horwich, Houghton-le-Spring, Hounslow, Hove, Howden, Hoylake, Hucknall, Huddersfield, Hugh Town, Hull, Hungerford, Hunstanton, Huntingdon, Hyde, Hythe

## I
Ilfracombe, Ilkeston, Ilkley, Ilminster, Immingham, Ipswich, Irlam, Irthlingborough, Ivybridge Ilford

## J
Jarrow

## K
Keighley, Kempston, Kendal, Kenilworth, Kesgrave, Keswick, Kettering, Keynsham, Kidderminster, Kidsgrove, Killingworth, Kimberley, Kingsbridge, King's Lynn, Kingston-upon-Hull, Kingston-upon-Thames, Kington, Kirkby, Kirkby-in-Ashfield, Kirkby Lonsdale, Kirkham, Knaresborough, Knottingley, Knutsford

## L
Lancaster, Launceston, Leatherhead, Leamington Spa, Lechlade, Ledbury, Leeds, Leek, Leicester, Leighton Buzzard, Leigh-on-Sea, Leiston, Leominster, Letchworth, Lewes, Lewisham, Leyland, Leyton, Lichfield, Lincoln, Liskeard, Littlehampton, Liverpool, Londra, Long Eaton, Longridge, Looe, Lostwithiel, Loughborough, Loughton, Louth, Lowestoft, Ludlow, Luton, Lutterworth, Lydd, Lydney, Lyme Regis, Lymington, Lytham St Annes

## M
Mablethorpe, Macclesfield, [[Mancare Maidenhead, Maidstone, Maldon, Malmesbury, Maltby, Malton, Malvern, Manchester, Manningtree, Mansfield, March, Margate, Market Deeping, Market Drayton, Market Harborough, Market Rasen, Market Weighton, Marlborough, Marlow, Maryport, Matlock, Melksham, Melton Mowbray, Mexborough, Middleham, Middlesbrough, Middleton, Middlewich, Midhurst, Milton Keynes, Minehead, Morecambe, Moretonhampstead, Moreton-in-Marsh, Morley, Morpeth, Mossley, Much Wenlock

## N
Nailsea, Nailsworth, Nantwich, Needham Market, Neston, Newark-on-Trent, Newbiggin-by-the-Sea, Newbury, Newcastle-under-Lyme, Newcastle-upon-Tyne, Newent, Newhaven, Newmarket, New Mills, New Milton, Newport, Isle of Wight, Newport, Shropshire, Newport Pagnell, Newquay, New Romney, Newton Abbot, Newton Aycliffe, Newton-le-Willows, Normanton, Northallerton, Northam, Northampton, North Petherton, North Walsham, Northwich, Norton Radstock, Norwich, Nottingham, Nuneaton

## O
Oadby, Oakham, Okehampton, Oldbury, Oldham, Ollerton, Olney, Ormskirk, Orpington, Ossett, Oswestry, Otley, Ottery St Mary, Oundle, Oxford

## P
Paddock Wood, Padstow, Paignton, Painswick, Peacehaven, Penistone, Penrith, Penryn, Penzance, Pershore, Peterborough, Peterlee, Petersfield, Petworth, Pickering, Plymouth, Pocklington, Pontefract, Poole, Portishead, Portsmouth, Potters Bar, Potton, Poulton-le-Fylde, Prescot, Preston, Princes Risborough, Prudhoe, Pudsey

## Q
Queenborough

## R
Radcliffe, Ramsbottom, Ramsgate, Raunds, Rayleigh, Reading, Redcar, Redditch, Redhill, Redruth, Reigate, Retford, Richmond, Richmond upon Thames, Rickmansworth, Ringwood, Ripley, Ripon, Robin Hood's Bay, Rochdale, Rochester, Rochford, Romford, Romsey, Ross-on-Wye, Rothbury, Rotherham, Rothwell, Rowley Regis, Royston, Rugby, Rugeley, Runcorn, Rushden, Ryde, Rye

## S
Saffron Walden, St Albans, St Austell, St Blazey, St Columb Major, St Helens, St Ives, Cambridgeshire, St Ives, Cornwall, St Neots, Salcombe, Sale, Salford, Salisbury, Saltash, Saltburn-by-the-Sea, Sandbach, Sandhurst, Sandown, Sandwich, Sandy, Sawbridgeworth, Saxmundham, Scarborough, Scunthorpe, Seaford, Seaton, Sedgefield, Sedgley, Selby, Selsey, Settle, Sevenoaks, Shaftesbury, Shanklin, Sheerness, Sheffield, Shepshed, Shepton Mallet, Sherborne, Sheringham, Shildon, Shipston-on-Stour, Shoreham-by-Sea, Shrewsbury, Sidmouth, Sittingbourne, Skegness, Skelmersdale, Skipton, Sleaford, Slough, Smethwick, Snodland, Soham, Solihull, Somerton, Southam, Southampton, Southborough, Southend-on-Sea, Southport, Southsea, South Shields, Southwell, Southwold, South Woodham Ferrers, Spalding, Spennymoor, Spilsby, Stafford, Staines, Stainforth, Stalybridge, Stamford, Stanley, Stapleford, Staveley, Stevenage, Stockport, Stockton-on-Tees, Stoke-on-Trent, Stone, Stony Stratford, Stourbridge, Stourport-on-Severn, Stowmarket, Stow-on-the-Wold, Stratford-upon-Avon, Streatham, Strood, Stroud, Sudbury, Sunderland, Sutton, Sutton Coldfield, Sutton-in-Ashfield, Swadlincote, Swaffham, Swanage, Swanley, Swindon, Swinton

## T
Tadcaster, Tadley, Tamworth, Taunton, Tavistock, Teignmouth, Telford, Tenbury Wells, Tenterden, Tetbury, Tewkesbury, Thame, Thatcham, Thaxted, Thetford, Thirsk, Thornaby-on-Tees, Thornbury, Thorne, Thrapston,  Tickhill, Tilbury, Tipton, Tiverton, Todmorden, Tonbridge, Torpoint, Torquay, Totnes, Tottenham, Tottington, Totton and Eling, Towcester, Tring, Trowbridge, Truro, Tunbridge Wells, Twickenham

## U
Uckfield, Ulverston, Uppingham, Upton-upon-Severn, Uttoxeter, Uxbridge

## V
Ventnor, Verwood

## W
Wadebridge, Wadhurst, Wakefield, Wallasey, Wallingford, Walmer, Walsall, Waltham Abbey, Waltham Cross, Walthamstow, Walton-on-Thames, Walton-on-the-Naze, Wandsworth, Wantage, Ware, Wareham, Warminster, Warrington, Warwick, Washington, Watchet, Watford, Wath-upon-Dearne, Watton, Wednesbury, Wednesfield, Wellingborough, Wellington, Wells, Wells-next-the-Sea, Welwyn Garden City, Wem, Wendover, West Bromwich, Westbury, Westerham, West Ham, Westhoughton, West Mersea, Westminster, Weston-super-Mare, Wetherby, Weybridge, Weymouth, Whaley Bridge, Whiston, Whitby, Whitchurch, Whitehaven, Whitley Bay, Whitnash, Whitstable, Whitworth, Wickford, Widnes, Wigan, Wigston Magna, Willenhall, Wimbledon, Wimborne Minster, Wincanton, Winchcombe, Winchelsea, Winchester, Windermere, Windsor, Winsford, Winslow, Wisbech, Witham, Withernsea, Witney, Wivenhoe, Woburn, Woking, Wokingham, Wolverhampton, Wombwell, Woodbridge, Woodstock, Wooler, Woolwich, Wootton Bassett, Worcester, Workington, Worksop, Worthing, Wotton-under-Edge, Wymondham

## Y
Yarm, Yarmouth, Yate, Yateley, Yeadon, Yeovil, York